# Rundbrunnen im Volkspark Friedrichshain
Der Rundbrunnen in Berlin (auch Delphinbrunnen) ist eine Schmuck-Springbrunnenanlage im Berliner Bezirk Friedrichshain-Kreuzberg. Er gehört zum Gesamtensemble des Märchenbrunnens im Volkspark Friedrichshain. Der kleine Bruder entstand zeitgleich mit diesem zu Beginn des 20. Jahrhunderts nach Entwürfen von Ludwig Hoffmann und Georg Wrba.

## Geschichte
Der Volkspark Friedrichshain wurde auf Basis erster Gestaltungsideen von Peter Joseph Lenné nach Plänen von Gustav Meyer in den 1840er Jahren angelegt. Nachdem es bereits einen Bebauungsplan für Schmuckbauten im Bereich des Parks gab, hat Hoffmann in langwierigen Disputen mit der Stadtverordnetenversammlung dafür gesorgt, dass an Stelle dessen eine Brunnenanlage nach bekannten deutschen Märchen gestaltet und gebaut werden konnte. Am 15. Juni 1913, kurz vor Beginn des Ersten Weltkriegs wurde der im Jahr 1901 von Ludwig Hoffmann unter Hinzuziehung vieler damals bekannter Bildhauer projektierte Märchenbrunnen eingeweiht.
Östlich in nur wenigen Metern Entfernung hatte Hoffmann einen weiteren Schmuckbrunnen in einem Gartenrondell vorgesehen, der zeitgleich eingeweiht wurde. Der später nach seiner runden Form benannte Brunnen schließt sich über einen kurzen Fußweg an die Bogengalerie des Märchenbrunnens an.
Beide Brunnenensembles und der gesamte Park wurden zum Ende des Zweiten Weltkrieges bei Bombardements stark beschädigt und auch nach Kriegsende entstanden durch die Sprengung der Flakbunker im Park und wegen der Trümmerdeponie weitere Schäden. Erst in den 1950er Jahren ließ der Magistrat den gesamten Park rekonstruieren und auch die Brunnen wieder herrichten, verloren geglaubte Figuren wurden auf Basis von historischen Unterlagen nachgearbeitet. Alle Figuren bestehen aus Muschelkalk und wurden bereits mehrfach ausgebessert bzw. nachgearbeitet. Ein paar wieder aufgefundene Originale sind im Garten des Grünflächenamtes im Park zu sehen.

## Beschreibung
Im Zentrum des Brunnenplatzes befindet sich ein in den Boden eingelassenes kreisrundes steinernes Bassin mit einem Durchmesser von rund acht Metern und einer Tiefe von circa 30 Zentimetern. Symmetrisch über den breiteren Rand des Beckens sind vier auf dem Bauch liegende große Fische geformt, neben denen jeweils ein nacktes Kinderpaar steht und sich mit den Tieren vergnügt. Aus den Mäulern der Fische treten Wasserstrahlen zum Becken hin aus. Mittig erhebt sich eine mehrstrahlige Fontäne, die bis zu etwa sechs Meter aufsteigen kann.

## In der Umgebung

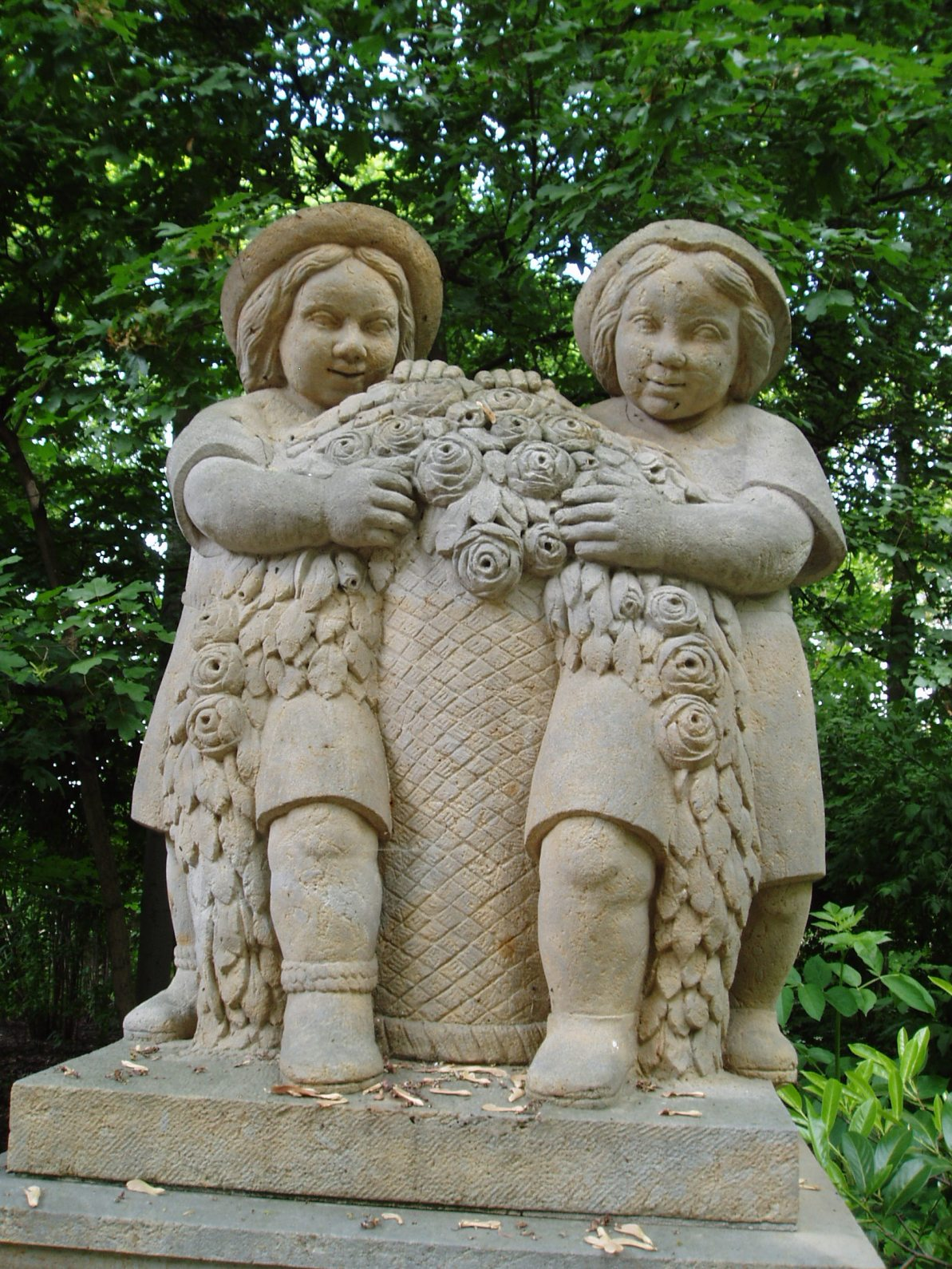
Schneeweißchen und Rosenrot auf Brunnenpostament

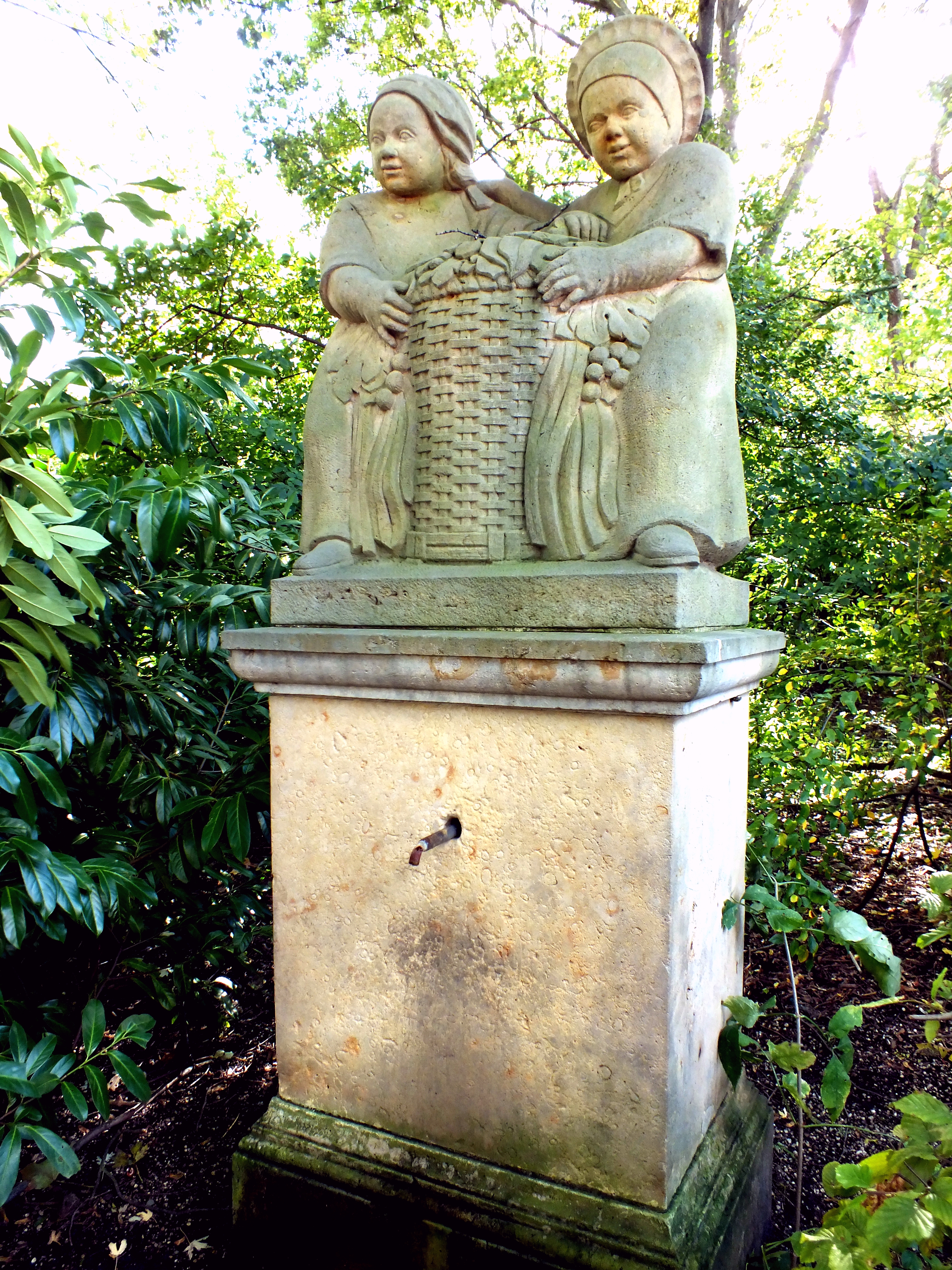
Mädchen mit Weintrauben auf Brunnenpostament

Am Zuweg vom Märchenbrunnen her steht je ein Mädchenpaar mit einem Korb auf einem Postament. In einem Korb sind Rosen zu sehen, die Gruppe symbolisiert wahrscheinlich das Märchen Schneeweißchen und Rosenrot, aus dem anderen Korb schauen Weintrauben und Weinblätter heraus. In den quaderförmigen Postamenten sind Wasserzuleitungen installiert, aus denen ein dünner Strahl in ein auf Bodenniveau eingearbeitetes längliches Steinbecken fließt. Alle Figuren einschließlich der Fische mit den Kinderpaaren wurden von Georg Wrba ausgeführt.
Der kleine runde Brunnenplatz wird mit Büschen und davor aufgestellten Bänken markiert. Zwischen den Buschgruppen befinden sich weitere Kinderskulpturen. Die Einzel-Kunstwerke zeigen einen Jungen mit einem Ziegenbock, einen Jungen mit einem Pelikan, einen Jungen in Jagdkleidung mit Gewehr und einem großen Hund sowie ein Mädchen mit einem gut genährten Truthahn.
In den Brunnenplatz einbezogen ist eine denkmalgeschützte Platane. Die umgebenden Grünanlagen und ein herumführender Weg bilden ein weiteres größeres Rondell.